# Кантор, Лазарь Моисеевич
Лазарь Моисеевич Кантор (1905 — 1990) — советский экономист, специалист в области планирования и ценообразования в промышленности и сельском хозяйстве, профессор.
Окончил Ленинградский государственный университет в 1926 г.
С 01.03.1931 - заместитель директора Самарского Института промышленно-экономических исследований по научной части.
Заведующий кафедрой экономики промышленности Саратовского государственного университета в 1941-1945 гг.
Вёл активную научную работу, его труды по амортизации и ремонту оборудования в промышленности были изданы в Москве в 1939, 1941 и 1949 гг.
Возглавлял кафедру ценообразования Ленинградского финансово-экономического института (1970-75). 
Подготовил ряд известных экономистов России — Вадима Гальперина и других.

## Основные работы
- Промышленность СССР в годы Великой Отечественной войны
- Развитие теории и практики ценообразования в СССР
- Розничные цены в СССР
- Цена и рентабельность продукции машиностроения

## Семья
Был дважды женат. 
Сын от первого брака Евгений (1934 - 2016) и внук Владимир (1963) доктора экономических наук, профессора, авторы многочисленных трудов по экономике. 

Правнуки Александр (1989) и Ольга (1995).